# Sozialliberale Partei (Deutschland)
Die Sozialliberale Partei (SLP) war eine politische Kleinpartei in Mecklenburg-Vorpommern. Sie wurde im Februar 1999 von ehemaligen SPD-Mitgliedern aus Protest gegen die rot-rote Koalition in Mecklenburg-Vorpommern gegründet. Bundesvorsitzender war Bruno Schuckmann, der 1998 bei der Urwahl zum SPD-Ministerpräsidentenkandidaten Harald Ringstorff unterlegen war. Landesvorsitzender war Lars Schubert. Programmatisch sah sich die Partei zwischen SPD und FDP sowie als strategischer Partner der CDU. Der SLP gehörten etwa 200–250 Mitglieder an.
Bei der Landtagswahl in Mecklenburg-Vorpommern am 22. September 2002 erhielt die SLP 0,1 Prozent der Stimmen. In der Folge stellte die Partei die Arbeit ein. Schuckmann trat später der FDP bei.